# 破壊された男
『破壊された男-誘拐犯との死闘-』（はかいされたおとこ ゆうかいはんとのしとう、原題：파괴된 사나이）は、2010年の韓国映画。英題は『MAN OF VENDETTA』。
ウ・ミノ監督の初監督作品。韓国での観客動員数は100万人。

## キャスト
- チュ・ヨンス - キム・ミョンミン
- チェ・ビョンチョル - オム・ギジュン
- パク・ミンギョン - パク・チュミ
- ク・ジェフン刑事 - イ・ビョンジュン

## スタッフ
- 監督：ウ・ミンホ
- 脚本：ウ・ミンホ
- 撮影：ジョ・ヨンギュ、イ・ジェジン

## DVD・書籍
- DVD『破壊された男』JAN：4560372290622 （2011年6月22日発売）